# Boca Samí

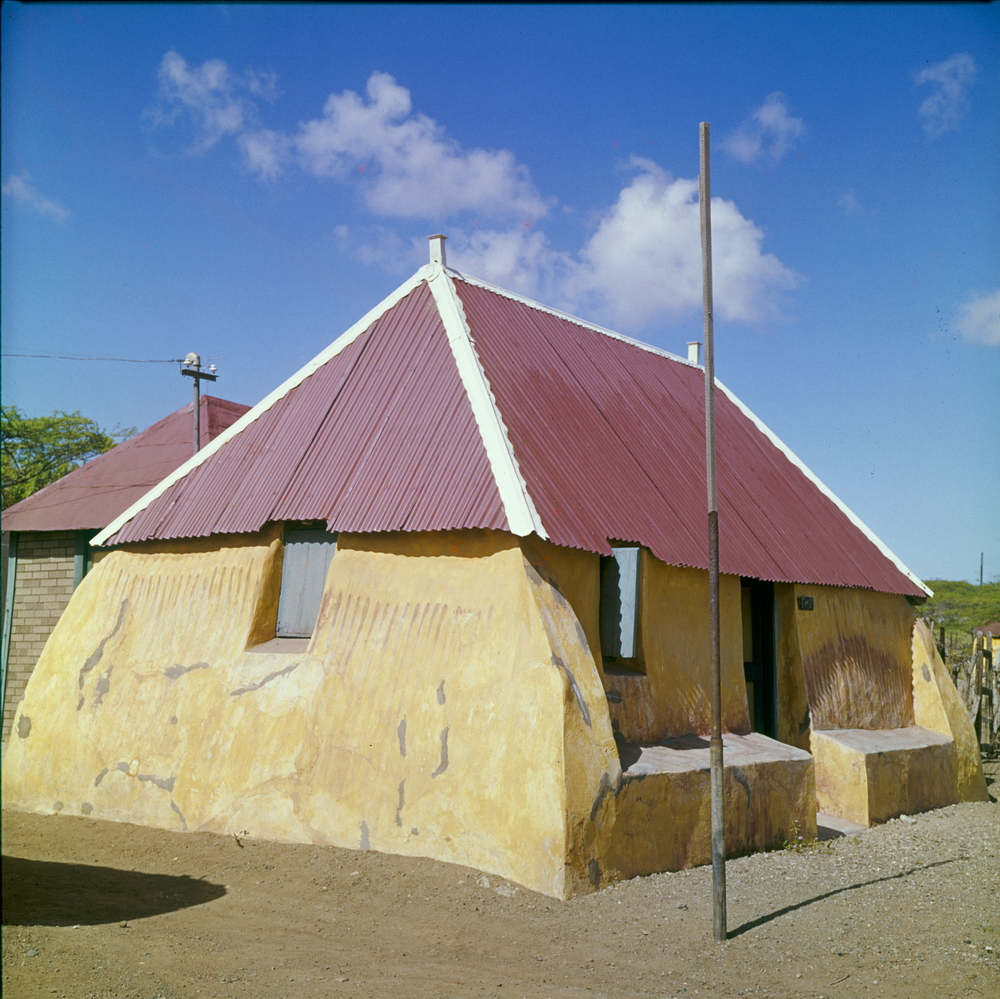
Fotografia de uma habitação em Boca Samí, aldeia da ilha de Curaçau

Boca Samí é uma aldeia da ilha de Curaçau, localizada no Caribe. O Boca Sami está localizado em na baia de St. Michiels, no centro de Curaçau.
No local estão localizadas as ruínas do Fort Sin Michel, construído em 1750.